# Mario und der Zauberer

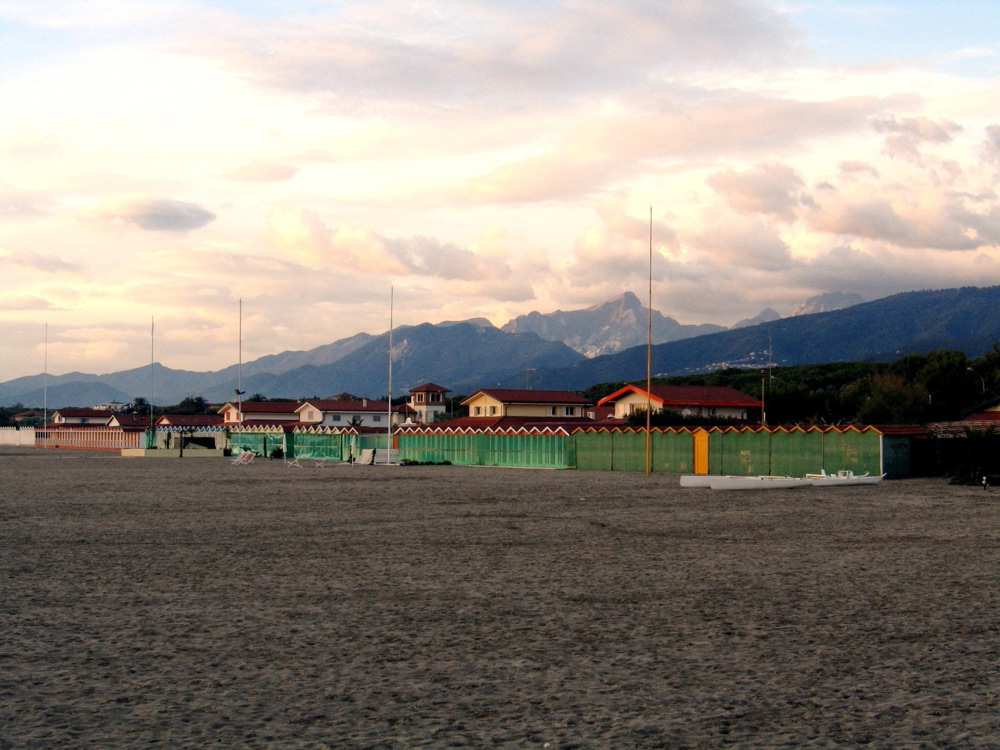
Strand von Forte dei Marmi, das nördlich von Viareggio am Ligurischen Meer liegt und Thomas Mann als Vorlage für sein fiktives Torre di Venere diente.

Mario und der Zauberer – Ein tragisches Reiseerlebnis ist eine Novelle von Thomas Mann, die 1930 zunächst in Velhagen und Klasings Monatsheften publiziert wurde und anschließend im S. Fischer Verlag erschien. In psychologischem Realismus schildert Mann darin die Wirkungen eines im faschistischen Italien hereinbrechenden Dämons anhand der Figur des Showhypnotiseurs Cavaliere Cipolla.

## Inhalt
Die Spätsommerferien, die der Ich-Erzähler mit seiner Gattin und seinen zwei Kindern am Tyrrhenischen Meer im faschistischen Italien verbringt, werden nicht nur vom schwülen Wetter, sondern von Anfang an auch durch eine „atmosphärisch unangenehme Stimmung“ beeinträchtigt. Zu nationalistisch und grell sind die Töne der „inländischen Mittelklasse“-Touristen, die das Strandleben in dem kleinen Mittelmeerstädtchen Torre di Venere bestimmen, so dass die Familie schon sehr bald das Gefühl hat, hier keineswegs so willkommen zu sein wie noch in früheren Jahren.
Im Grand-Hotel wird der Familie verwehrt, auf der bunt beleuchteten Veranda zu speisen, da diese „unserer Kundschaft“ vorbehalten sei. Der Hoteldirektor bittet den Erzähler obendrein um einen Zimmerwechsel, da sich eine Dame vom italienischen Hochadel über den leichten, angeblich ansteckenden Keuchhusten der Kinder beschwert hatte. Statt sich ins Nebenhaus vertreiben zu lassen, beschließt die Familie, in die kleine und familiäre Pension Eleonora umzuziehen, die von Signora Angiolieri betrieben wird, die ihr Gästehaus nach der berühmten italienischen Schauspielerin Eleonora Duse benannt hat. Doch obwohl in der neuen Unterkunft alles zur Zufriedenheit verläuft, will sich keine rechte Ferienstimmung mehr einstellen.
Es folgen weitere Diskriminierungen der deutschen Urlauber. Als die achtjährige Tochter am Strand ihren Badeanzug auszieht und im Meer ausspült, wobei sie zwangsläufig für kurze Zeit nackt zu sehen ist, „mager wie ein Spatz“, widerspricht dies angeblich der öffentlichen Moral und verursacht einen wahren Tumult der Entrüstung. Der Familie wird ein polizeiamtliches Bußgeld auferlegt. Der Erzähler bereut im Nachhinein, nicht sofort abgereist zu sein. Da aber die Nachsaison einsetzt und die „menschliche Mediokrität und das bürgerliche Kroppzeug“ das Feld allmählich räumt, wird es nun ruhiger und angenehmer. Außerdem hat sich ein Zauberer, namens „Cavaliere Cipolla“, angesagt, und man hat den Bitten der Kinder, dessen Vorführung noch besuchen zu dürfen, nicht widerstehen können. Obwohl die Vorstellung erst am späten Abend beginnt und es daher elterliche Bedenken gibt, werden in Erwartung eines Urlaubshöhepunkts dennoch vier Eintrittskarten erworben.
Die Veranstaltung findet in einem großen Saal statt, „nichts Besseres eigentlich als eine allerdings geräumige Bretterbude“, die während der Hochsaison für Kinovorführungen benutzt wurde. Man gelangt dahin, indem man die Hauptstraße des Ortes verfolgt, „die gleichsam vom Feudalen über das Bürgerliche ins Volkstümliche“ führt. Auf den Stehplätzen haben sich viele Fischer, der Bootsvermieter und auch Mario, der Kellner des Cafés „Esquisito“, eingefunden. Cipolla lässt lange auf sich warten und betritt erst mit erheblicher Verspätung die Bühne: ein ältlicher Mann und selbstgefälliger Krüppel, sein Schädel fast kahl, die Brust zu hoch, der Buckel sehr tief, mit stechenden Augen und „etwas asthmatischer, aber metallischer Stimme“, mit schlechten Zähnen und Schnurrbärtchen, in schief sitzender Zaubererkluft mit weißem Schal, Fingerhandschuhen und Zylinderhut, dabei in der einen Hand ständig eine brennende Zigarette und in der anderen „eine Reitpeitsche mit klauenartiger silberner Krücke“. Auf der Bühne befindet sich nichts als ein kleiner runder Tisch, auf dem eine Kognakflasche und ein Glas stehen.
Sehr schnell wird dem Erzähler und seiner Gattin klar, dass Cipolla weniger ein Zauberkünstler als vielmehr eine Koryphäe auf dem Gebiet der Hypnose ist, „der stärkste Hypnotiseur, der mir in meinem Leben vorgekommen“. Einem vorlauten jungen Burschen befiehlt er, „angestrengt-überlang“ die Zunge herauszustrecken. Dabei kommt es zu einem kleinen Willensduell, das der Hypnotiseur souverän für sich entscheidet. Im Publikum wird eine spürbare Antipathie gegen ihn deutlich, doch seine rhetorische Überlegenheit und die „Anerkennung einer Berufstüchtigkeit, die niemand leugnete“, erlauben keinen offenen Ausbruch des Unmuts. Es folgen Kunststücke wie Gedankenübertragung und Cold Reading; Cipolla veranlasst Zuschauer, bestimmte Handlungen auszuführen, und findet Gegenstände, die sie versteckt haben.
In der nachfolgenden Pause finden die Eltern nicht die Kraft, die Vorstellung zu verlassen – auch wegen der Kinder, die, nach einem kurzen Schlummer wieder erwacht, flehentlich darum bitten, noch bleiben zu dürfen. Der Erzähler gibt als weiteren Grund den Reiz des „Merkwürdigen“ an, der schon auf der gesamten Reise „im Großen“ spürbar war und nun auch in dieser Vorstellung „im Kleinen“ seine Wirkung ausübt.
Im zweiten Teil der Veranstaltung wird ein junger Mensch per Hypnose zur Sitzbank versteift, eine ältere Dame erzählt im künstlichen Schlaf von Reiseeindrücken aus Indien, ein militärisch wirkender Herr kann den Arm nicht mehr heben, und Frau Angiolieri folgt dem Zauberer in willenlosem Zustand auf die Bühne, ohne dass ihr Mann sie daran hindern könnte. Junge Menschen aus dem Publikum beginnen auf Cipollas Befehl hin zu tanzen, und schließlich fällt das gesamte Publikum wie in Trance mit in den Tanz ein. Die Kinder amüsieren sich in ihrer kindlichen Unschuld köstlich, obwohl „dies gar nichts für Kinder war“, und der Erzähler drückt erneut sein Bedauern darüber aus, mit seiner Familie den „beklemmenden“ Ort nicht längst verlassen zu haben.
Auf dem Höhepunkt der Veranstaltung befiehlt der Gaukler dem verträumten Kellner Mario, zu ihm zu kommen. Er diagnostiziert dessen Melancholie als Liebeskummer und spricht ihn auf seine heimliche Liebe, die schöne Silvestra, an. Er versetzt Mario in Trance und suggeriert ihm, die Geliebte stünde leibhaftig vor ihm, worauf Mario diese – tatsächlich aber den hässlichen Cipolla – auf die Wange küsst. Als Mario zu sich kommt und mit Entsetzen und Ekel feststellt, zu welch demütigender Szene er missbraucht wurde, stürmt er von der Bühne. „Unten in voller Fahrt, warf er sich mit auseinandergerissenen Beinen herum, schleuderte den Arm empor, und zwei flach schmetternde Detonationen durchschlugen Beifall und Gelächter.“ Cipolla, von zwei Pistolenkugeln getroffen, sackt im nächsten Moment in sich zusammen und fällt auf den Boden, wo er reglos liegen bleibt, „ein durcheinander geworfenes Bündel Kleider und schiefer Knochen“. Ein Tumult bricht los. Mario wird entwaffnet. Als der Erzähler mit seiner Familie zum Ausgang drängt, fragen die Kinder: „‚War das auch das Ende?‘ […] ‚Ja, das war das Ende‘, bestätigten wir ihnen. Ein Ende mit Schrecken, ein höchst fatales Ende. Und ein befreiendes Ende dennoch, – ich konnte und kann nicht umhin, es so zu empfinden!“

## Interpretation
Im Mittelpunkt der Novelle Mario und der Zauberer steht die Frage nach der Willensfreiheit. Nicht nur die zahlreichen hypnotischen Erfolge Cipollas thematisieren deren Grenzen, sondern auch das immer wieder (von ihm selbst) in Frage gestellte Verhalten des Erzählers, der eigentlich abreisen will, sich aber dennoch irgendwie mit einem merkwürdig gemischten Gefühl aus Angst, Spannung, Bewunderung, Neugier und Hass über seine eigenen Skrupel hinwegsetzt. Einem jungen Mann, der bei einem Kartentrick fest entschlossen ist, den hypnotischen Künsten zu widerstehen und seinen Eigenwillen gegen den Willen Cipollas durchzusetzen, antwortet dieser:

„Sie werden mir […] damit meine Aufgabe etwas erschweren. An dem Ergebnis wird ihr Widerstand nichts ändern. Die Freiheit existiert, und auch der Wille existiert; aber die Willensfreiheit existiert nicht, denn ein Wille, der sich auf seine Freiheit richtet, stößt ins Leere. Sie sind frei, zu ziehen oder nicht zu ziehen. Ziehen Sie aber, so werden Sie richtig ziehen, – desto sicherer, je eigensinniger Sie zu handeln versuchen.“

Die oft formulierte Reduzierung der Handlung auf eine bloße Faschismusparabel wird dem Werk nicht gerecht. Beschrieben werden die Grundkonstituenten menschlichen Handelns im Verständnis von Thomas Manns Weltsicht, z. B. die Verführbarkeit zum Tode und die Sehnsucht nach der Ganzheit. Hier lassen sich Verknüpfungen zur faschistischen Bewegung der 1930er Jahre erkennen, die, oberflächlich betrachtet, in einer ähnlich erscheinenden Geisteshaltung zu suchen sind. Außerdem sieht die heutige Forschung in Cipolla „eine ex negativo überzeugend dargestellte Künstlerfigur, die ihre körperliche Verwachsenheit durch äußerste Willensanspannung mit zweifelhaftem Erfolg ausgleicht“, und erkennt insofern in Mario und der Zauberer in erster Linie eine weitere Variation der typisch mannschen Künstlerproblematik.
Angesichts des tödlichen Ausgangs der Novelle könnte man annehmen, Thomas Mann wolle den Lesern den Ratschlag geben, in einer Diktatur aktiv zum Befreiungsschlag auszuholen und sich notfalls auch mit drastischen Mitteln ihrer Demagogen zu entledigen. 1940 schreibt er in „On Myself“ über die von ihm gesehene Wirkung in Deutschland: „Die politisch-moralistische Anspielung, in Worten nirgends ausgesprochen, wurde damals in Deutschland, lange vor 1933, recht wohl verstanden: mit Sympathie oder Ärger verstanden, die Warnung vor der Vergewaltigung durch das diktatorische Wesen, die in der menschlichen Befreiungskatastrophe des Schlusses überwunden und zunichte wird.“
Dennoch sind aus einem Briefwechsel Manns mit dem Schriftsteller Otto Hoerth vom 12. Juni 1930 anfänglich andere Intentionen ersichtlich: „Da es Sie interessiert: Der ‚Zauberkünstler‘ war da und benahm sich genau, wie ich es geschildert habe. Erfunden ist nur der letale Ausgang: In Wirklichkeit lief Mario nach dem Kuß in komischer Beschämung weg und war am nächsten Tage, als er uns wieder den Tee servierte, höchst vergnügt und voll sachlicher Anerkennung für die Arbeit ‚Cipollas‘. Es ging eben im Leben weniger leidenschaftlich zu, als nachher bei mir. Mario liebte nicht wirklich, und der streitbare Junge im Parterre war nicht sein glücklicherer Nebenbuhler. Die Schüsse aber sind nicht einmal meine Erfindung: Als ich von dem Abend hier erzählte, sagte meine älteste Tochter: ‚Ich hätte mich nicht gewundert, wenn er ihn niedergeschossen hätte‘.“
So behauptet Mann klar, dass er mit diesem Werk nicht politisch agieren wollte, sondern – im Nachhinein vielleicht unbewusst – ein Stück faschistischer Zeitatmosphäre eingefangen habe. In späteren Briefen 1932 schließt Thomas Mann politische Anspielungen allerdings nicht aus. So heißt es in einem Brief aus dem Jahre 1941 an Hans Flesch: „Ich kann nur sagen, dass es viel zu weit geht, in dem Zauberer Cipolla einfach die Maskierung Mussolinis zu sehen, aber es versteht sich andererseits, dass die Novelle entschieden einen moralisch-politischen Sinn hat.“

## Adaptionen
Mit dem Ende des Nationalsozialismus wurde die Geschichte in abgewandelter Form unter dem Titel Hypnose 1945 als Hörspiel vertont.
Die Erzählung wurde 1978 von dem tschechischen Regisseur Miloslav Luther als Fernsehfilm verfilmt. Juraj Kukura spielte Cipolla.
1979 las der Schauspieler Gert Westphal die Novelle im Auftrage des NDRs ein.
1994 diente Mario und der Zauberer Klaus Maria Brandauer als Vorlage für eine gleichnamige Verfilmung, in der er selbst neben der Regie auch Cipolla spielte. Seine Verfilmung geriet allerdings wenig werkgetreu, insbesondere was das Ende anbelangt.

## Literatur

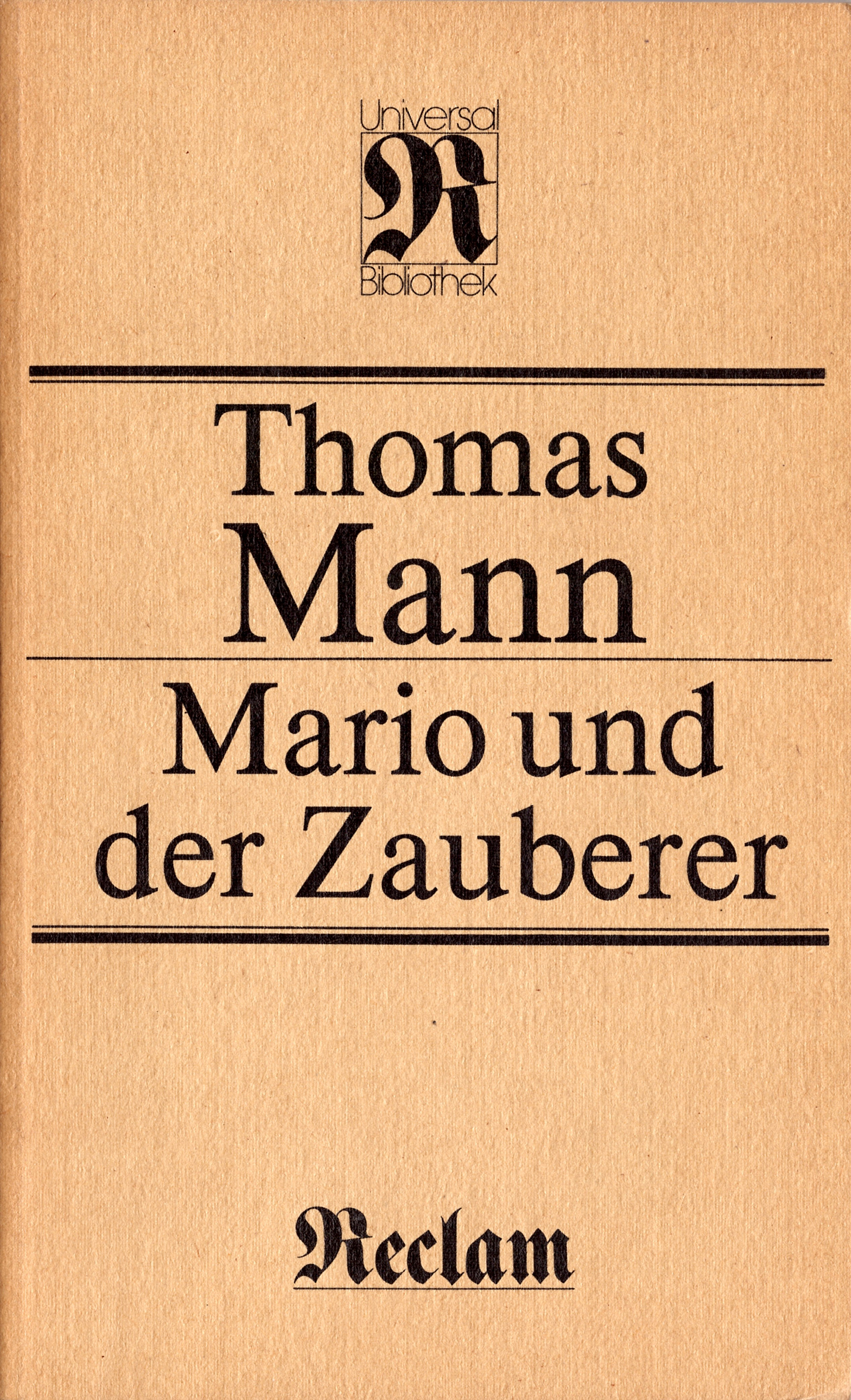
RUB-Nr. 148, Reclam Leipzig 1986